# Llista de peixos d'Estònia
Aquesta llista de peixos d'Estònia inclou les 102 espècies de peixos que es poden trobar a Estònia ordenades per l'ordre alfabètic de llur nom científic.

## A
- Abramis brama
- Acipenser oxyrinchus oxyrinchus
- Acipenser sturio
- Alburnoides bipunctatus
- Alburnus alburnus
- Alosa fallax
- Ameiurus nebulosus
- Ammodytes tobianus
- Anguilla anguilla
- Aspius aspius

## B
- Ballerus ballerus
- Barbatula barbatula
- Belone belone
- Blicca bjoerkna

## C

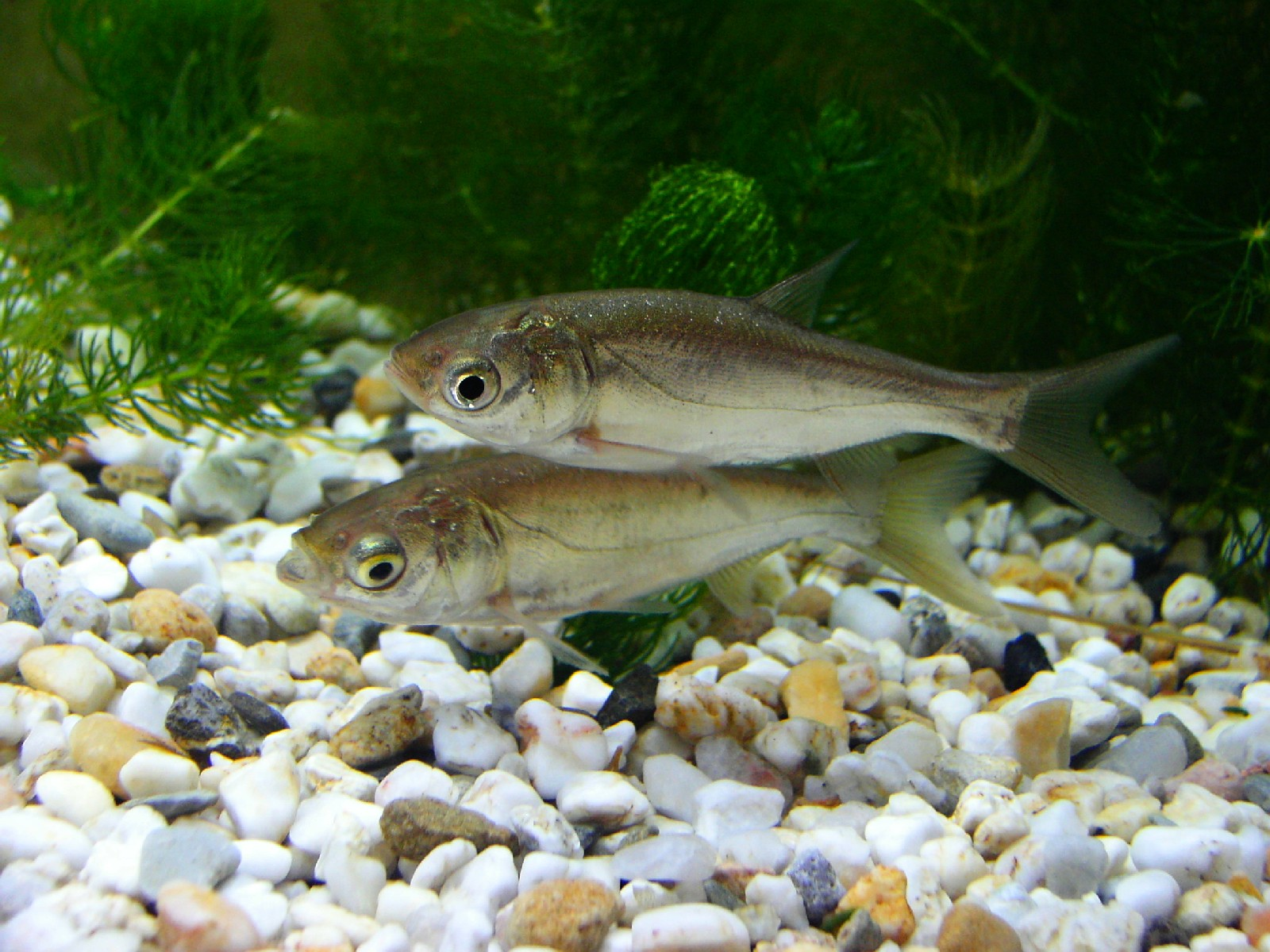
Hypophthalmichthys molitrix

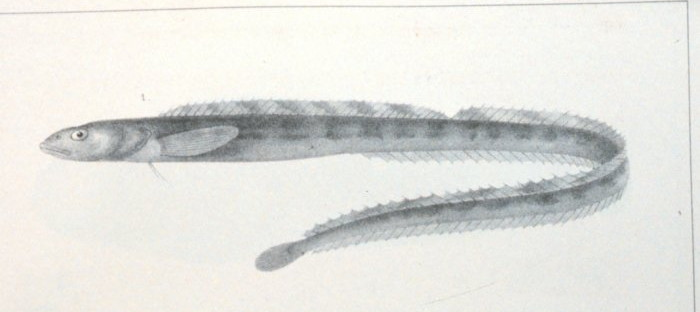
Lumpenus lampretaeformis

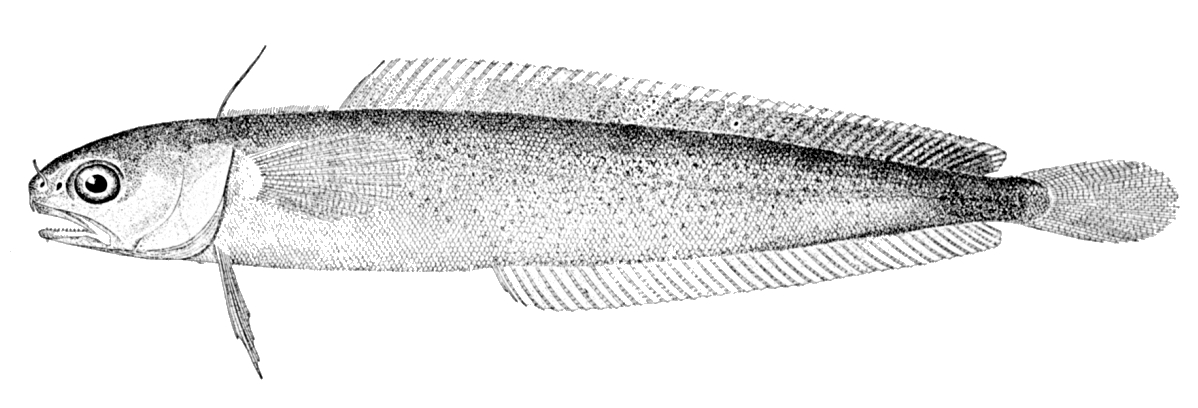
Enchelyopus cimbrius

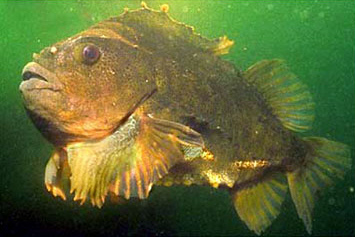
Cyclopterus lumpus

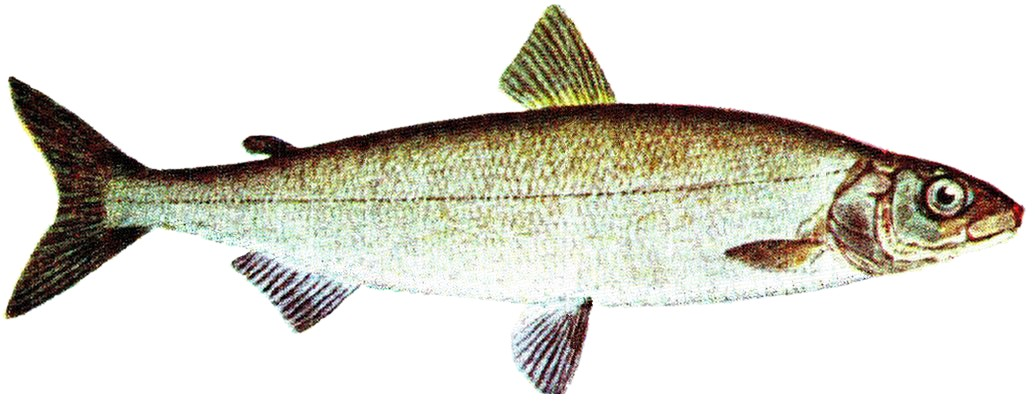
Coregonus lavaretus

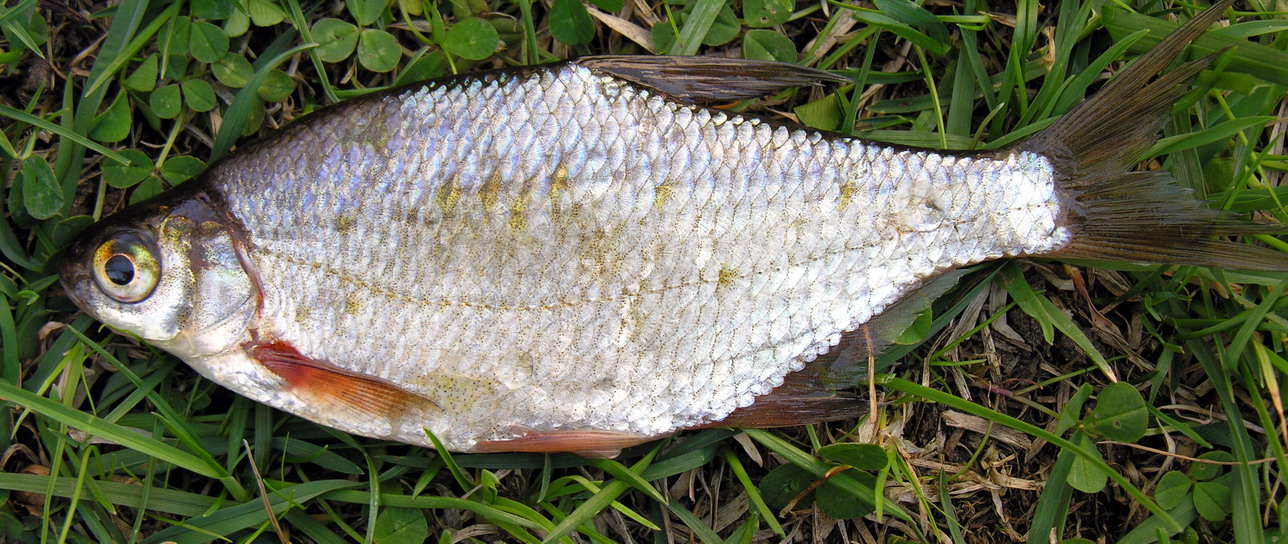
Blicca bjoerkna

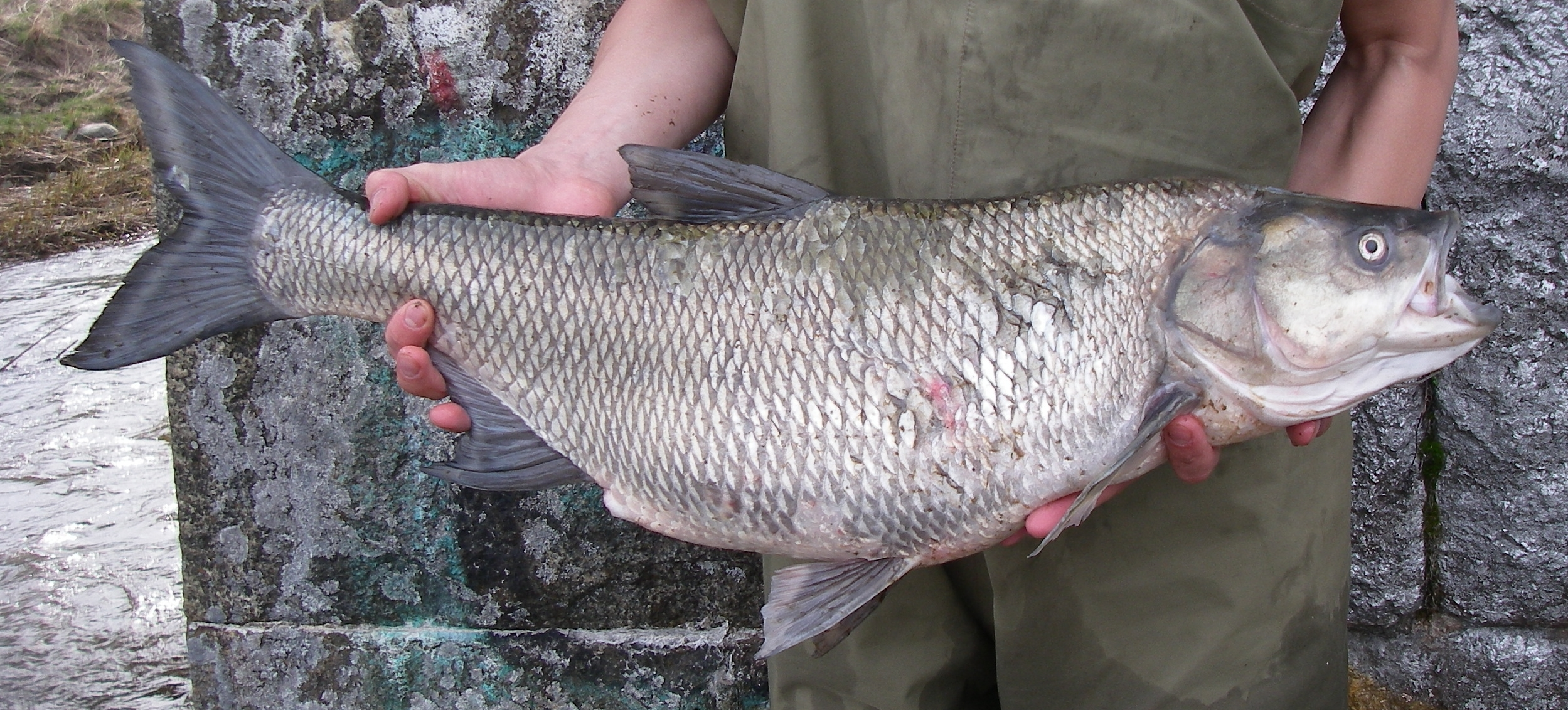
Aspius aspius

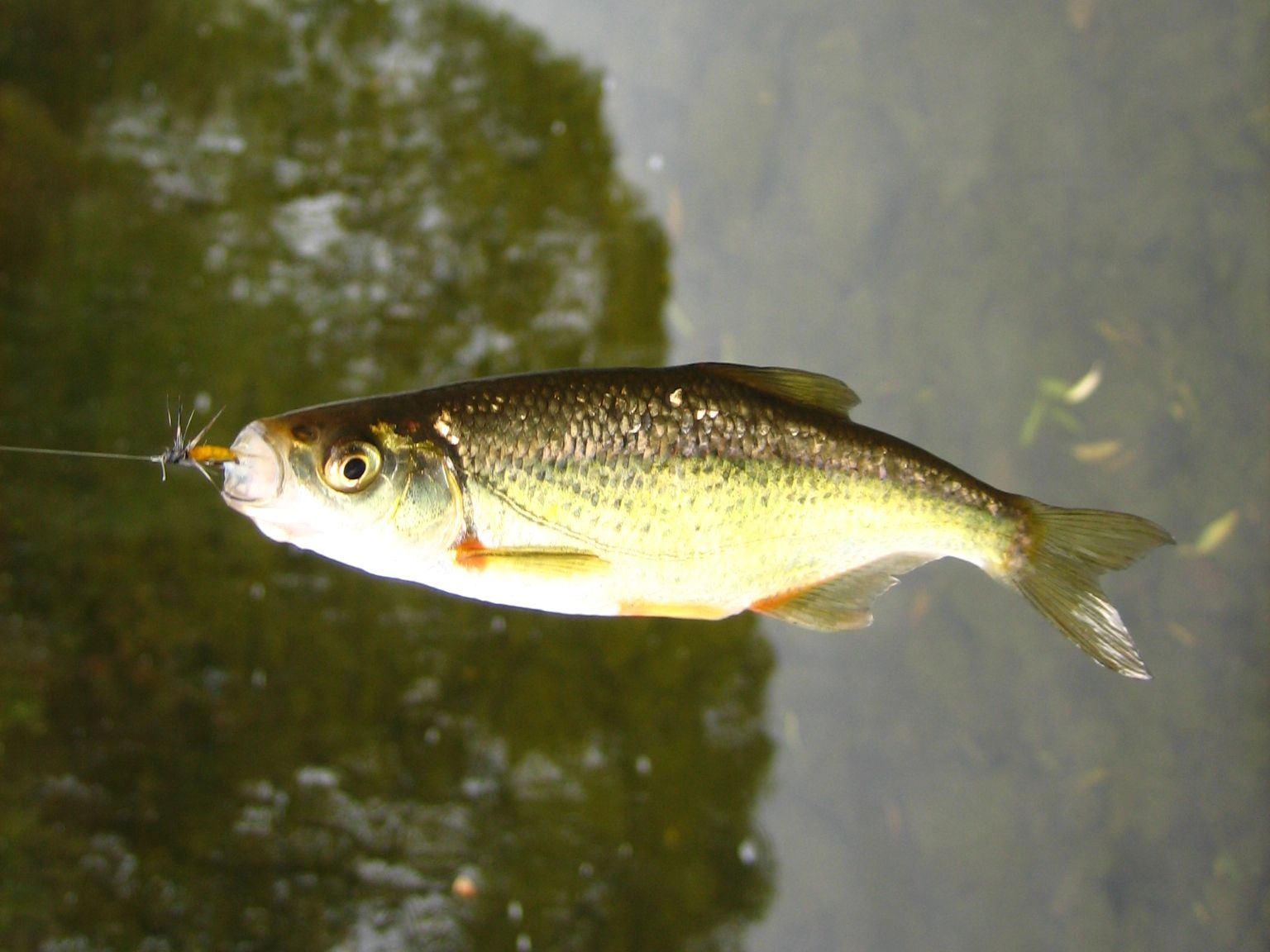
Alburnoides bipunctatus

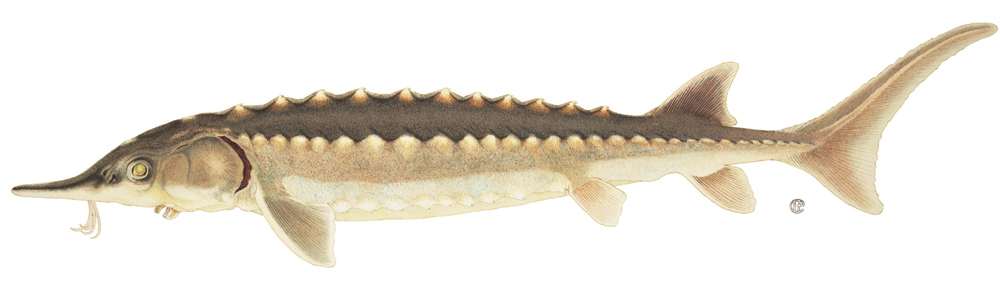
Acipenser oxyrinchus oxyrinchus

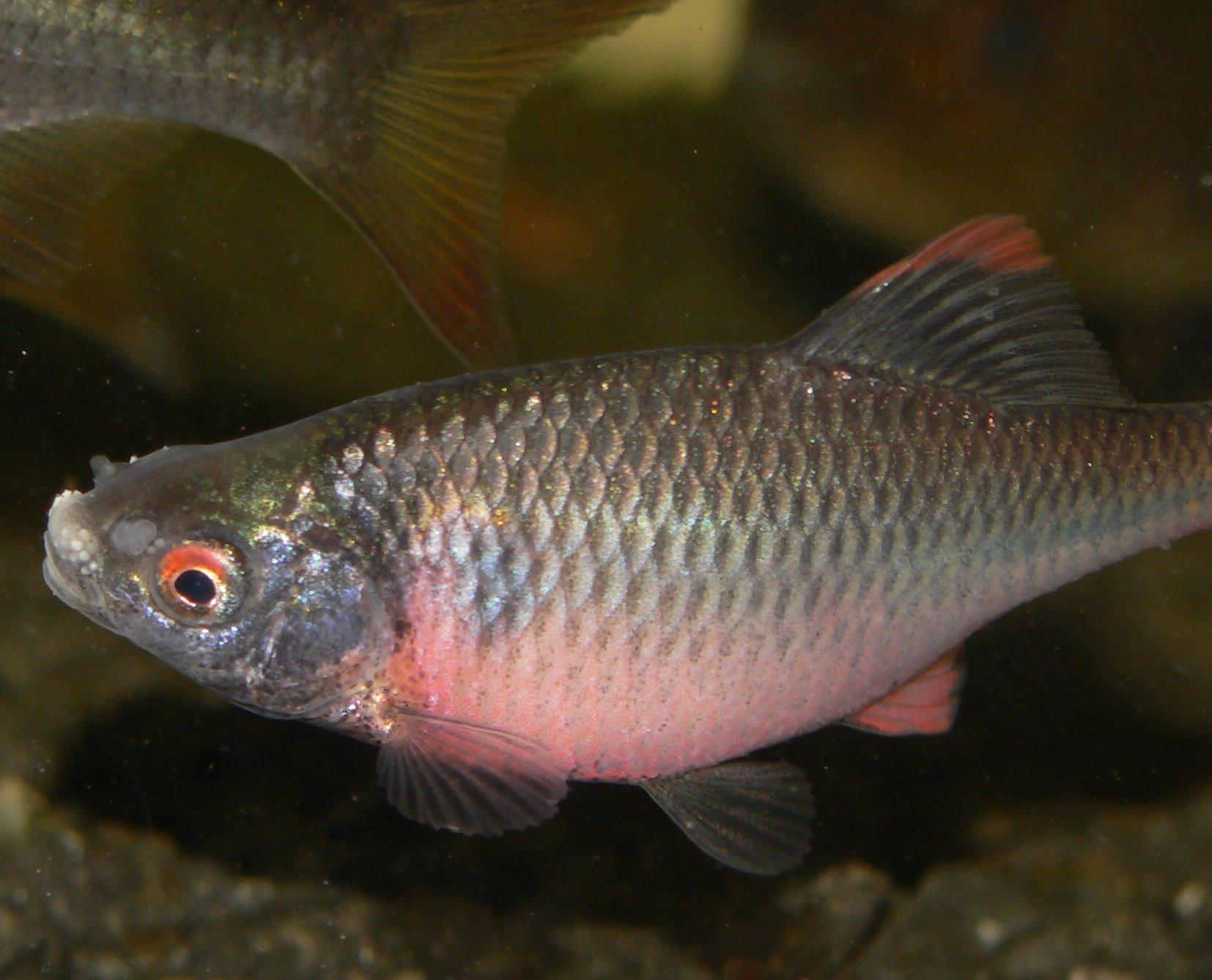
Ródeus (Rhodeus amarus)

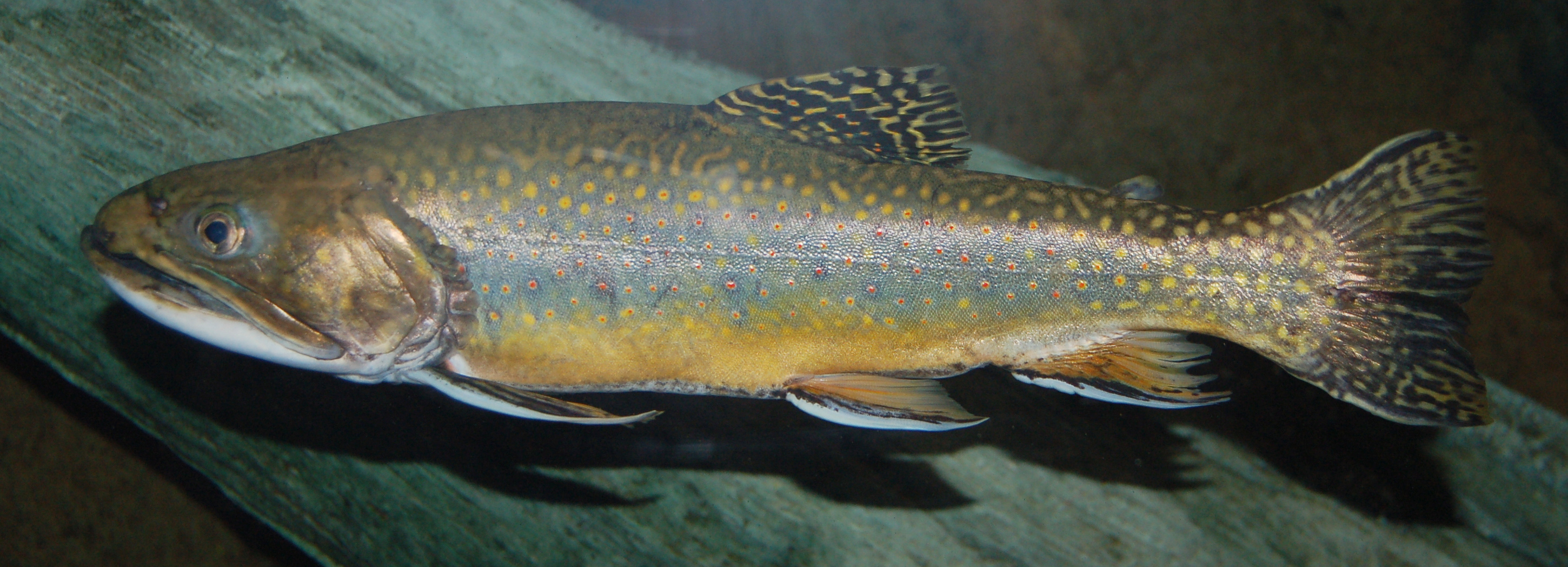
Truita de rierol (Salvelinus fontinalis)

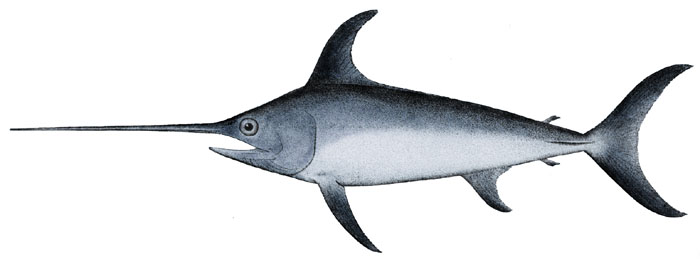
Xiphias gladius

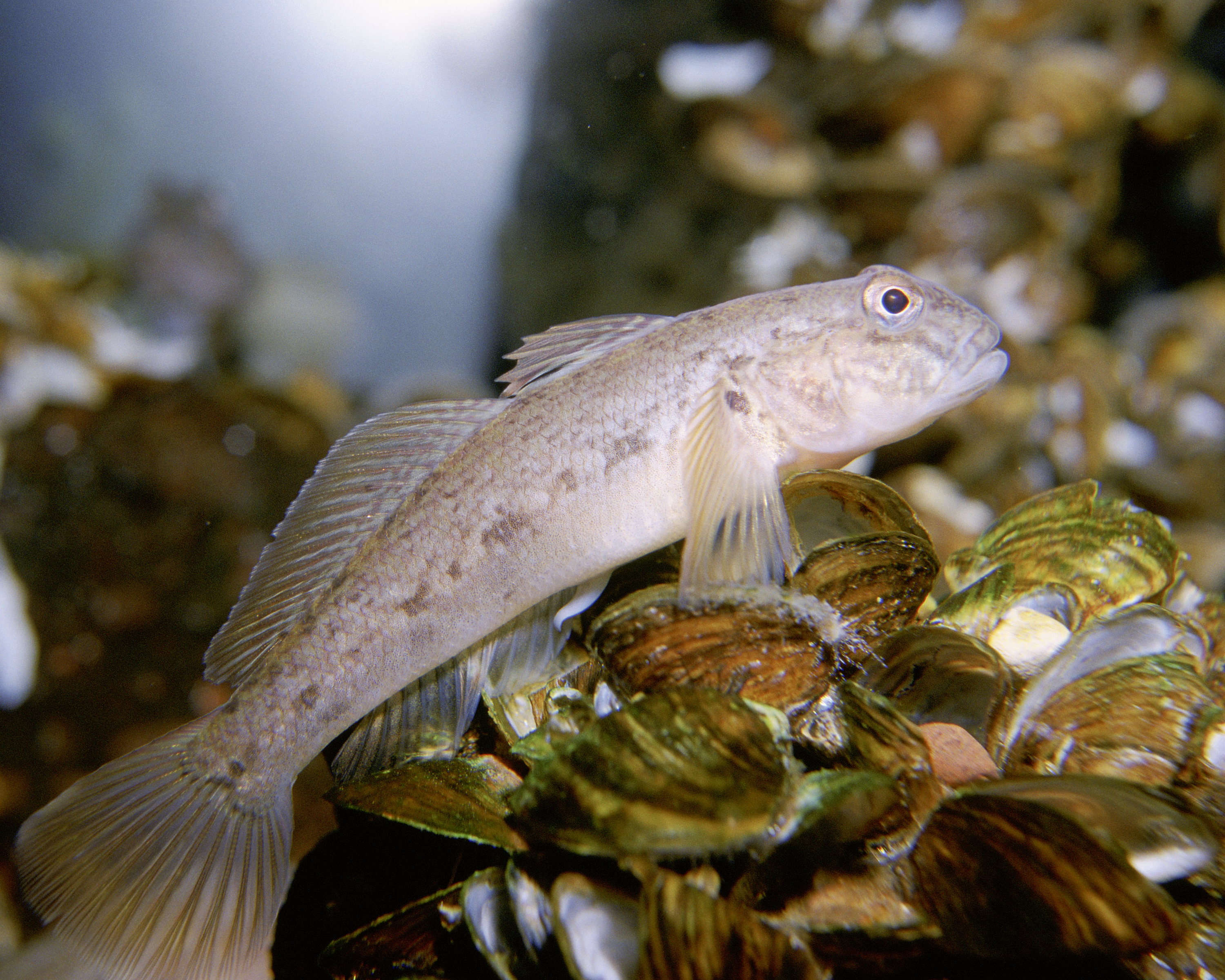
Neogobi melanòstom (Neogobius melanostomus)

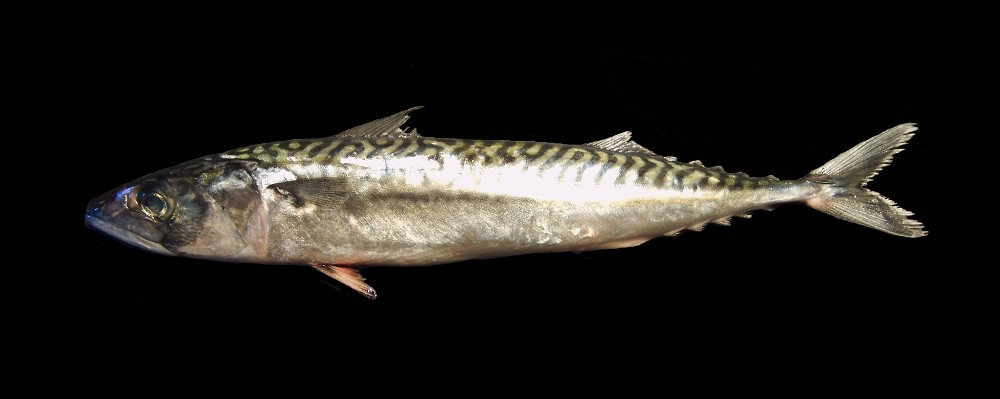
Verat (Scomber scombrus)

- Carassius auratus auratus
- Carassius carassius
- Carassius gibelio
- Chelon labrosus
- Clupea harengus
- Clupea harengus
- Cobitis taenia
- Coregonus albula
- Coregonus lavaretus
- Coregonus maraenoides
- Coregonus oxyrinchus
- Coregonus peled
- Cottus gobio
- Cottus koshewnikowi
- Cottus poecilopus
- Cyclopterus lumpus
- Cyprinus carpio carpio

## E
- Enchelyopus cimbrius
- Engraulis encrasicolus
- Esox lucius

## G
- Gadus morhua
- Gasterosteus aculeatus aculeatus
- Gobio gobio
- Gobius niger
- Gobiusculus flavescens
- Gymnocephalus cernua

## H
- Hyperoplus lanceolatus
- Hypophthalmichthys molitrix
- Hypophthalmichthys nobilis

## L
- Lampetra fluviatilis
- Lampetra planeri
- Lepomis gibbosus
- Leucaspius delineatus
- Leuciscus idus
- Leuciscus leuciscus
- Limanda limanda
- Liparis liparis barbatus
- Liparis liparis liparis
- Lophius piscatorius
- Lota lota
- Lumpenus lampretaeformis

## M
- Micropterus salmoides
- Misgurnus fossilis
- Myoxocephalus scorpius

## N
- Neogobius melanostomus
- Nerophis ophidion

## O
- Oncorhynchus kisutch
- Oncorhynchus mykiss
- Osmerus eperlanus

## P
- Pelecus cultratus
- Perca fluviatilis
- Petromyzon marinus
- Pholis gunnellus
- Phoxinus phoxinus
- Platichthys flesus
- Pleuronectes platessa
- Pollachius pollachius
- Pomatoschistus microps
- Pomatoschistus minutus
- Psetta maxima
- Pungitius pungitius

## R
- Rhodeus amarus
- Rhodeus sericeus
- Rhynchocypris percnurus
- Rutilus rutilus

## S
- Salmo salar
- Salmo trutta fario
- Salmo trutta trutta
- Salvelinus fontinalis
- Sander lucioperca
- Scardinius erythrophthalmus
- Scomber scombrus
- Silurus glanis
- Spinachia spinachia
- Sprattus sprattus
- Squalius cephalus
- Squalus acanthias
- Symphodus melops
- Syngnathus typhle

## T
- Taurulus bubalis
- Thunnus thynnus
- Thymallus thymallus
- Tinca tinca
- Triglopsis quadricornis

## V
- Vimba vimba

## X
- Xiphias gladius

## Z
- Zoarces viviparus[1][2]